# Clematis alborosea
Clematis alborosea är en ranunkelväxtart som beskrevs av Oskar Eberhard Ulbrich. Clematis alborosea ingår i släktet klematisar, och familjen ranunkelväxter. Inga underarter finns listade i Catalogue of Life.